# Areniet

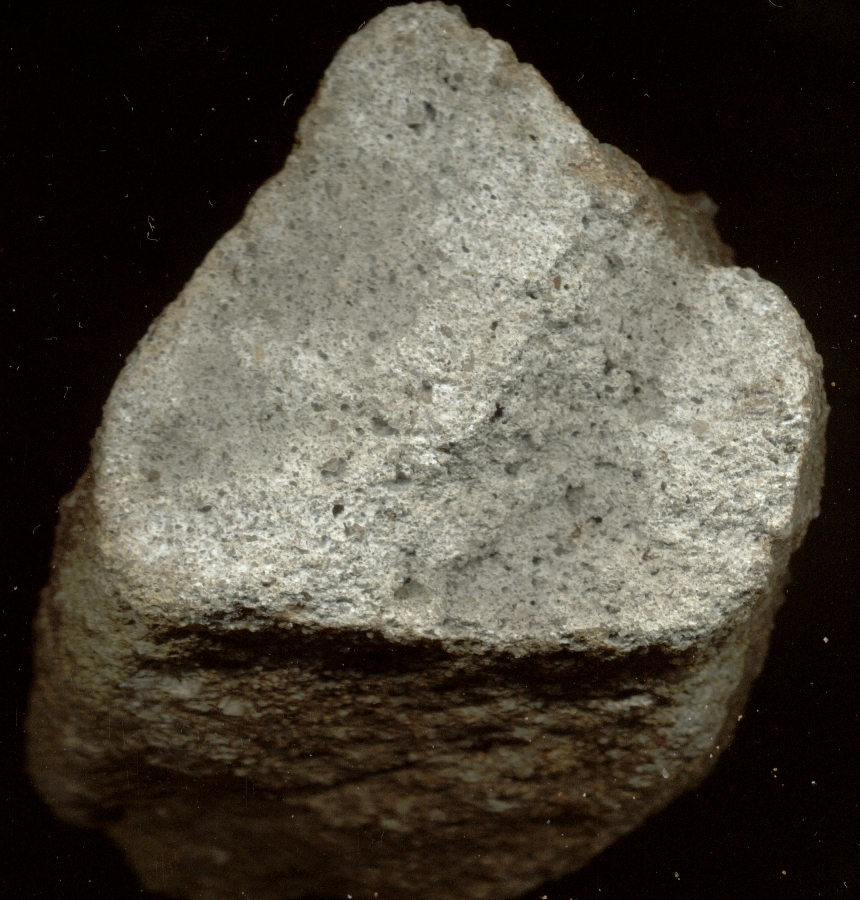
Areniet gevormd aan een strand in Brazilië. De klasten bestaan voornamelijk uit kwarts en de matrix bestaan uit calciumsulfaat.

Areniet is een sedimentair gesteente waarin de klasten voornamelijk de grootte van zand hebben. Dat wil zeggen dat de gemiddelde korrelgrootte tussen de 0,063 en 0,200 cm ligt. Een typische areniet bevat vaak bijna geen silt, klei of andere fijne klasten. In plaats daarvan bestaat de matrix uit chemisch cement. De term "areniet" kan ook slaan op de textuur van het gesteente, waarin duidelijk korrels te herkennen zijn, als bij een zandsteen. Areniet is altijd geconsolideerd gesteente en nooit ongeconsolideerde "losse" korrels.

## Onderverdeling

Indeling van klastisch gesteente op grond van compositie van klasten (links) en textuur (rechts). De grenzen worden voor beide classificaties soms bij iets andere waarden gelegd. In een areniet zijn de klasten in elk geval dragend, terwijl een wacke zo veel matrix heeft dat de klasten elkaar niet overal meer raken. De in de figuur uitgelichte driehoeksdiagram heeft als eindleden puur kwarts (K), veldspaat (V) en gesteente- of mineraalfragmenten (G). Op basis van deze driedeling kunnen arenieten in kwarts-, felds-, of litharenieten worden ingedeeld. Merk op dat feldsarenieten en litharenieten in de originele classificatie ook weer in verschillende typen zijn onderverdeeld.

De samenstelling van de klasten in arenieten hangt net als bij andere sedimenten voornamelijk af van het brongebied en de afstand daartoe. Arenieten kunnen op grond van de fractie zware mineralen in de klasten worden onderverdeeld in kwartsarenieten (rijk aan kwarts), fyllarenieten (rijk aan zware mineralen) en arkoses (rijk aan veldspaat). Een areniet waarvan de klasten rijk aan veldspaat zijn wordt een feldsareniet genoemd. Een areniet met een grote fractie mica's of andere makkelijk verweerbare mineralen in de klasten wordt een lithareniet genoemd. Aangezien dergelijke instabiele mineralen uit het sediment verdwijnen naarmate het verder getransporteerd wordt, zullen litharenieten voornamelijk dichtbij hun brongesteente worden afgezet. Meestal is een areniet lang genoeg aan verwering blootgesteld om alle veldspaten en zware mineralen te verliezen: de meeste areniet is kwartsareniet. In gebergtezones afgezet zand kan echter een grotere fractie veldspaten en mica's bevatten omdat deze mineralen daar veel voorkomen en het zand niet ver van het brongebied werd getransporteerd.
Wanneer de klasten van een areniet voornamelijk uit calcietfragmenten bestaan, spreekt men van een kalkareniet. Zulk gesteente kan bijvoorbeeld ontstaan op een aan de golfwerking blootstaande helling van een koraalrif, waar biogeen kalkpuin naar beneden rolt. Aangezien calciet onder de gesteente- en mineraalfragmenten valt is een kalkareniet een type lithareniet.

## Ontstaan
Een areniet kan een zandsteen zijn, maar niet alle areniet is zandsteen. Zand bestaat namelijk uit silica en de naam areniet zegt niets over de samenstelling van de klasten.
Kwartsarenieten ontstaan wanneer een goed gesorteerd zand in een klei-arme omgeving wordt afgezet en consolideert. Dit kan gebeuren in een rivier, meer, of de ondiepe zee, bijvoorbeeld in of nabij de werking van de branding.